# Lemma von Lax-Milgram
Das Lemma von Lax-Milgram, auch Satz von Lax-Milgram, ist eine Aussage der Funktionalanalysis, einem Teilgebiet der Mathematik, die nach Peter Lax und Arthur Milgram benannt ist. Diese beiden Mathematiker bewiesen 1954 eine erste Version dieses Lemmas, welches die Aussage des Darstellungssatzes von Fréchet-Riesz auf stetige Sesquilinearformen verallgemeinert. Eine allgemeinere Version des Lemmas wurde von Ivo Babuška bewiesen, weshalb diese Aussage auch als Satz von Babuška–Lax–Milgram bekannt ist. Anwendung finden diese Aussagen in der Theorie der partiellen Differentialgleichungen. Mit ihrer Hilfe können Existenz- und Eindeutigkeitsaussagen über Lösungen von partiellen Differentialgleichungen gemacht werden.

## Formulierung

### Voraussetzungen
Es sei {\displaystyle \left(H,\langle \cdot ,\cdot \rangle \right)} ein Hilbertraum über {\displaystyle \mathbb {K} \in \{\mathbb {R} ,\mathbb {C} \}} und es sei {\displaystyle B:H\times H\to \mathbb {K} } eine Sesquilinearform. Zudem gelte eine der folgenden, äquivalenten Bedingungen:
- {\displaystyle B} ist stetig
- Es gibt eine Konstante {\displaystyle M>0} mit
{\displaystyle |B(x,y)|\leq M\|x\|\|y\|,\quad \forall \,x,y\in H,}
- {\displaystyle y\mapsto B(x,y)} ist stetig für alle {\displaystyle x\in H} und {\displaystyle x\mapsto B(x,y)} ist stetig für alle {\displaystyle y\in H}

### Aussage
Sind die obigen Voraussetzungen erfüllt, dann existiert genau ein stetiger, linearer Operator {\displaystyle T\colon H\to H}, der die Gleichung
{\displaystyle B(x,y)=\left\langle Tx,y\right\rangle }
für alle {\displaystyle x,y\in H} erfüllt. Ferner gilt: Die Norm von {\displaystyle T} ist durch {\displaystyle M} beschränkt.

### Spezialfall: Koerzitive Sesquilinearform
Ist die Sesquilinearform {\displaystyle B} zudem koerzitiv (häufig auch als stark positiv oder elliptisch bezeichnet), d. h. gibt es {\displaystyle m>0},  so dass
{\displaystyle B(x,x)\geq m\|x\|^{2},\quad \forall x\in H,}
gilt, dann ist {\displaystyle T} invertierbar mit {\displaystyle \left\|T^{-1}\right\|\leq 1/m}.

## Anwendung auf elliptische Differentialgleichungen
Zur Anwendung kommt das Lemma von Lax-Milgram in der Theorie der partiellen Differentialgleichungen. Insbesondere lassen sich für lineare Differentialgleichungen Existenz und Eindeutigkeit einer schwachen Lösung zeigen, falls obige Bedingungen erfüllt sind. Dies wird nun am Beispiel einer gleichmäßig elliptischen Differentialgleichung zweiter Ordnung illustriert.
Sei
{\displaystyle Pu:=-\sum _{i=1}^{n}\partial _{i}\left(\sum _{j=1}^{n}a_{ij}\partial _{j}u+h_{i}\right)+bu}
ein gleichmäßig elliptischer Differentialoperator zweiter Ordnung. Das heißt, es gilt {\displaystyle a_{ij},h_{i}\in C^{1}(\Omega )} für {\displaystyle i,j=1,\ldots ,n}, {\displaystyle b\in L^{\infty }(\Omega )} mit {\displaystyle b\geq 0} und es existiert ein {\displaystyle c_{0}>0}, so dass das Hauptsymbol für alle {\displaystyle x\in \Omega } und alle {\displaystyle \xi \in \mathbb {R} ^{n}} die Ungleichung
{\displaystyle \sum _{i,j}^{n}a_{ij}(x)\xi _{i}\xi _{j}\geq c_{0}|\xi |^{2}}
erfüllt. Mit Hilfe des Lemmas von Lax-Milgram kann man nun zeigen, dass die schwache Formulierung des Dirichlet-Randproblems
{\displaystyle \left.{\begin{array}{cc}Pu=f&{\text{in}}\ \Omega \\u=0&{\text{auf}}\ \partial \Omega \end{array}}\right\}}
genau eine Lösung im Sobolev-Raum {\displaystyle u\in H_{0}^{1}(\Omega )} für {\displaystyle f\in L^{\infty }(\Omega )} besitzt. Das heißt, man betrachtet für alle Testfunktionen {\displaystyle \phi \in C_{c}^{\infty }(\Omega )} die Gleichung
{\displaystyle \int _{\Omega }f(x)\phi (x)\mathrm {d} x=\int _{\Omega }-\sum _{i=1}^{n}\partial _{i}\left(\sum _{j=1}^{n}a_{ij}(x)\partial _{j}u(x)+h_{i}(x)\right)\phi (x)+b(x)u(x)\phi (x)\mathrm {d} x.}
Partielle Integration der rechten Seite der Gleichung liefert
{\displaystyle \int _{\Omega }f(x)\phi (x)\mathrm {d} x=\int _{\Omega }\sum _{i=1}^{n}\partial _{i}\phi (x)\cdot \left(\sum _{j=1}^{n}a_{ij}(x)\partial _{j}u(x)+h_{i}(x)\right)\mathrm {d} x+\int _{\Omega }b(x)u(x)\phi (x)\mathrm {d} x.}
Setzt man nun
{\displaystyle a(u,v):=\sum _{i=1}^{n}\sum _{j=1}^{n}\int _{\Omega }\partial _{i}u(x)\cdot a_{ij}(x)\partial _{j}v(x)\mathrm {d} x+\int _{\Omega }u(x)b(x)v(x)\mathrm {d} x}
so erhält man eine reellwertige Bilinearform, deren Stetigkeit man mit Hilfe der Hölder-Ungleichung zeigen kann. Die Form {\displaystyle a} ist auch koerzitiv, was aus der Bedingung {\displaystyle \textstyle \sum _{i,j}^{n}a_{ij}(x)\xi _{i}\xi _{j}\geq c_{0}|\xi |^{2}} folgt. Daher erfüllt die Bilinearform {\displaystyle a} die Voraussetzungen des Lemmas von Lax-Milgram. Man sucht nun also eine Lösung der Gleichung
{\displaystyle a(u,v)=F(v),}
wobei
{\displaystyle F(v):=-\int _{\Omega }\sum _{i=1}^{n}\partial _{i}v(x)h_{i}(x)+v(x)f(x)\mathrm {d} x.}
Da der Ausdruck {\displaystyle v\mapsto F(v)} linear und stetig ist, also ein Element des Dualraums {\displaystyle (H_{0}^{1}(\Omega ))'} ist, kann man den Darstellungssatz von Fréchet-Riesz anwenden und erhält genau ein {\displaystyle q\in H_{0}^{1}(\Omega )}, so dass {\displaystyle \textstyle F(v)=\langle v,q\rangle _{H^{1}(\Omega )}} für alle {\displaystyle v\in H_{0}^{1}(\Omega )} gilt. Und aufgrund des Lemmas von Lax-Milgram hat die Gleichung
{\displaystyle a(v,u)=\langle v,q\rangle _{H^{1}(\Omega )}}
für alle {\displaystyle v\in H_{0}^{1}(\Omega )} genau eine Lösung {\displaystyle u\in H_{0}^{1}(\Omega )}.
Auf ähnliche Weise kann man auch die Existenz und Eindeutigkeit bei Neumann-Randbedingungen zeigen.

## Satz von Babuška–Lax–Milgram
Eine Verallgemeinerung des Lemmas von Lax-Milgram ist der Satz von Babuška–Lax–Milgram. Diese wurde 1971 von Ivo Babuška bewiesen.
Seien {\displaystyle U} und {\displaystyle V} zwei Hilberträume und sei {\displaystyle B\colon U\times V\to \mathbb {R} } eine stetige Bilinearform. Sei außerdem {\displaystyle B} schwach koerzitiv, das heißt, es existiert ein {\displaystyle c>0}, so dass
{\displaystyle \forall u\in U:\quad \sup _{\|v\|\leq 1}|B(u,v)|\geq c\|u\|}
und
{\displaystyle \forall v\in V\setminus \{0\}:\quad \sup _{u\in U}|B(u,v)|>0}
gilt. Dann existiert genau ein stetiger, linearer Operator {\displaystyle T\colon U\to V}, der die Gleichung
{\displaystyle B(u,v)=\langle Tu,v\rangle }
für alle {\displaystyle u\in U} und {\displaystyle v\in V} erfüllt und für die Operatornorm gilt die Ungleichung {\displaystyle \|T^{-1}\|\leq {\tfrac {\|f\|}{c}}}. Mit anderen Worten existiert genau eine Lösung {\displaystyle u} für Gleichungen {\displaystyle B(u,v)=\langle f,v\rangle ,\,v\in V} .